# سيردومينيك بوينتر
سيردومينيك بوينتر (بالإنجليزية: Sir'Dominic Pointer)‏ مواليد 6 مايو 1992 في ديترويت، هو لاعب كرة سلة أمريكي. بدأ مسيرته الاحترافية في سنة 2015. تم اختياره من قبل فريق كليفلاند كافالييرز خلال الدرافت. يحمل الرقم 8. يبلغ طوله 6 قدم 6 بوصة (2.0 م). لعب مع كانتون شارج في دوري الرابطة الوطنية لفئة التطوير.

## روابط خارجية
- سيردومينيك بوينتر على موقع الدوري التايواني الممتاز لكرة السلة (الصينية)
- سيردومينيك بوينتر على موقع سبورتس رفرنس (الإنجليزية)
- سيردومينيك بوينتر على موقع كرة السلة الأوروبية.كوم (الإنجليزية)
- سيردومينيك بوينتر على موقع كلية كرة السلة في سبورتس رفرنس.كوم (الإنجليزية)
- سيردومينيك بوينتر على موقع ريلجم (الإنجليزية)
- سيردومينيك بوينتر على موقع بروبوليرز (الإنجليزية)
- سيردومينيك بوينتر على موقع سبورتس رفرنس (الإنجليزية)